# Iglesia San Pedro Apóstol (Mozonte)
La iglesia o parroquia de San Pedro Apóstol es un templo religioso católico del siglo XVIII situado en Mozonte, departamento de Nueva Segovia, Nicaragua.

## Historia
Tiene su origen en época de la Capitanía General de Guatemala. Fue terminada en 1743, en estilo barroco novohispano. La población de Mozonte se encontraba en la zona de influencia de la orden Franciscana.
En 1977 se dio sepultura en la iglesia a monseñor Madrigal, el Santo de Segovia, quien está actualmente en proceso de beatificación.

## Descripción
Cuenta con testimonios de la época española como la talla de Jesús Nazareno (1741) o la pila bautismal (1707). Cuenta con el museo Parroquial con una notable colección de objetos litúrgicos del siglo XVIII y una sala dedicada a la vida de monseñor Madrigal.

## Fiestas patronales
Las fiestas patronales en honor a San Pedro tienen lugar el 28 y 29 de junio, comprenden la procesión de Los Pedritos, misa y exposición y procesión del Santísimo, así como kermés, dianas, y festejos taurios, gozando las fiestas de gran afluencia de vecinos de Mozonte y del resto de poblaciones del departamento de Nueva Segovia.